# Cherchez l'erreur...
Pour plus de détails, voir Fiche technique et Distribution.
Cherchez l'erreur... est un film français réalisé par Serge Korber, sorti en 1980.

## Fiche technique
- Titre : Cherchez l'erreur...
- Réalisation : Serge Korber
- Scénario et dialogues : Roland Magdane
- Photographie : Georges Barsky
- Décors : Pierre Janic et Charles Maj
- Costumes : Isabelle Iknoyan
- Son : Gérard Barra et Alain Sempé
- Musique : Jean Bouchéty et Roger Candy
- Montage : Marie-Claire Korber
- Pays d'origine :  France
- Production :  Arena Films - Cinétélé Productions - Antenne 2
- Tournage : du 9 juin au 4 juillet 1980 à Étretat et Paris
- Durée : 92 minutes
- Date de sortie : France, 22 octobre 1980

## Distribution
- Roland Magdane : Paul
- Roland Dubillard : Igor, le ministre
- Henri Virlojeux : le directeur
- Micheline Luccioni : Solange, son épouse
- Jacques Monod : Oscar
- Tanya Lopert : Simone, la femme du ministre
- Marthe Villalonga : Maria, la bonne
- Caroline Grimaldi : Julie
- Yvonne Boel : Elisabeth
- Béatrice Lord : la femme d’Oscar
- Christian Morin : le présentateur du journal télévisé
- Henri Attal : le gardien du centre nucléaire
- Pierre Danny : le docteur
- Bernard Musson : le voisin aux poubelles
- Caroline Tabourin : l’infirmière du cabinet vétérinaire